# Oblast de Ulianovsk
O oblast de Ulianovsk (russo:  Улья́новская о́бласть, tr. Uliánovskaia óblast) é uma divisão federal da Federação da Rússia, situado no Distrito Federal do Volga. O seu centro administrativo e maior cidade é Ulianovsk. De acordo com o censo populacional de 2010, tinha uma população de 1 292 799 habitantes.